# Capito niger
Capito niger là một loài chim trong họ Capitonidae.